# اوو ان در کیل
اوو ان در کیل (به آلمانی: Auw an der Kyll) یک شهر در آلمان است که در بیتبورگ-پروم واقع شده‌است. اوو ان در کیل ۱۶۲ نفر جمعیت دارد.